# (15972) 1998 FM27
A (15972) 1998 FM27 a Naprendszer kisbolygóövében található aszteroida. A LINEAR projekt keretében fedezték fel 1998. március 20-án.